# Heisteria maguirei
Heisteria maguirei är en tvåhjärtbladig växtart som beskrevs av Herman Otto Sleumer. Heisteria maguirei ingår i släktet Heisteria och familjen Erythropalaceae. Inga underarter finns listade i Catalogue of Life.